# Operation Chrome Dome
Operation Chrome Dome var et af flere af det amerikanske luftvåbens programmer under Den kolde krig, hvori B-52 bombefly bevæbnet med atomvåben blev givet mål i Sovjetunionen på løbende missioner, der gav sikkerhed for, at der på et hvilket som helst givent tidspunkt befandt sig  et betydeligt antal bombefly på vingerne med evne til at gennemføre et atomangreb på Sovjetunionen. 
Programmet involverede fly fra flere enheder af det amerikanske luftvåben. 
Operation Chrome Dome blev opgivet efter Thuleulykken, hvor et atombevæbnet B-52 bombefly styrtede ned i North Star Bay tæt ved Thule Air Base. To år tidligere var et andet atombevæbnet B-52 bombefly styrtet ned i Middelhavet nær ved den spanske kystby Palomares under en flyvning under Operation Chrome Dome-programmet. 

## Eksterne links
- SAC'S Deadly Daily Dozen, Time Magazine, 1961 Arkiveret 23. september 2009 hos  Wayback Machine

| Militær | Spire Denne artikel om militær er en spire som bør udbygges. Du er velkommen til at hjælpe Wikipedia ved at udvide den. |